# Noch ein Käfig voller Narren
Noch ein Käfig voller Narren (Originaltitel: La cage aux folles II) ist eine französisch-italienische Komödie aus dem Jahr 1980 und ist die Fortsetzung des erfolgreichen Films Ein Käfig voller Narren von 1978.

## Handlung
Albin alias Zaza ist immer noch der Star im Nachtclub seines Lebensgefährten Renato. Dieser möchte nicht, dass Zaza sich zu viel zumutet und bittet ihn, etwas kürzerzutreten und eine Rolle, in der er Marlene Dietrich verkörpern soll, nicht zu übernehmen. Zaza ist beleidigt und fühlt sich abgewertet. Um sich selbst und Renato zu zeigen, dass er immer noch attraktiv ist, besucht er ein Straßencafé und gerät zufällig an einen Agenten auf der Flucht, der ihn anschließend entführt. Der gegnerische Agentenring ist dem Überläufer dicht auf den Fersen und verfolgt ihn, woraufhin dieser sich mitsamt Zaza in ein Stundenhotel flüchtet. Dort steckt der Agent Zaza einen Mikrofilm ins Kleid, bevor er erschossen wird. Renato möchte nun, dass Albin nicht mehr als Frau auftritt, da die Zeitungen über eine unbekannte rothaarige Frau berichten.
Beide Agentenringe sind nun auf der Suche nach dem Mikrofilm, den Zaza unbemerkt bei sich trägt und der sich später in seiner Tablettendose wiederfindet. Sie ersuchen Hilfe beim Schwiegervater von Renatos Sohn, Simon Charrier, dem konservativen Abgeordneten, der auch schon aus dem ersten Teil bekannt ist. Dieser möchte nichts mit den beiden zu tun haben. Der Agentenring rund um Broca setzt Zaza als Lockvogel ein, um den feindlichen Agentenring auszuheben. Nach anfänglicher Kooperation, bei der sich Zaza in einer Sahnetorte anlässlich eines Geburtstages wiederfindet und dort erneut auf den Abgeordneten Charrier trifft, haben Albin und Renato irgendwann die Nase voll und flüchten sich zu Renatos Mutter nach Italien. Albin soll hier nicht mehr den als Frau verkleideten Mann, sondern eine Frau spielen, die als Mann verkleidet ist. Beide Agentenringe folgen dem skurrilen Paar nach Italien. Zaza wird entführt, dann findet man jedoch den Mikrofilm und kann den feindlichen Agentenring ausheben.

## Kritiken
„Fortsetzung des Kassenerfolgsfilms von 1978 – eine grelle Lachklamotte zwischen Rehabilitierung des Homosexuellenmilieus und seiner Ausbeutung als Pointenreservoir.“

## Auszeichnungen
- 1981: Nominiert für den César (Michel Serrault als bester Darsteller)

## Synchronisation
Die deutsche Synchronfassung entstand bei der cine - adaption GmbH Film- und Fernsehsynchronisation, München. John Pauls-Harding schrieb das Dialogbuch und führte Regie.
| Rolle           | Darsteller                 | Synchronsprecher  |
| --------------- | -------------------------- | ----------------- |
| Renato Baldi    | Ugo Tognazzi Michel Beaune | Horst Naumann     |
| Albin Mougeotte | Michel Serrault            | Paul Bürks        |
| Broca           | Marcel Bozzuffi            | Hartmut Reck      |
| Jacob           | Benny Luke                 | Ivar Combrinck    |
| Madame Baldi    | Paola Borboni              | Alice Franz       |
| Milan           | Giovanni Vettorazzo        | Michael Brennicke |
| Luigi           | Glauco Onorato             | Wolfgang Hess     |
| Simon Charrier  | Michel Galabru             | Herbert Weicker   |